# Hypotia miegi
Hypotia miegi is een vlinder uit de familie snuitmotten (Pyralidae). De wetenschappelijke naam is voor het eerst geldig gepubliceerd in 1895 door Ragonot.
De soort komt voor in Europa.